# Фабиан, Ласло (пятиборец)
Ла́сло Фа́биан (венг. Fábián László; род. 18 февраля 1963, Будапешт) — венгерский пятиборец, олимпийский чемпион 1988 года в командном зачёте, многократный чемпион мира и Европы, «спортсмен года» в Венгрии (1989). На тех же Олимпийских играх в Сеуле занял 6 место в командных соревнованиях по фехтованию на шпагах.

## Биография

### Деятельность после завершения спортивной карьеры
С 1995 года — председатель, затем сопредседатель секции пятиборья спортивного объединения «Budapesti Honvéd». С 1996 до 2000 год — член маркетингового комитета Международного союза пятиборцев и вице-президент Венгерской федерации современного пятиборья. Как спортивный руководитель, он многое сделал для обновления порядка проведения соревнований по современному пятиборью.

## Достижения

### Пятиборье

#### Личные
- Победитель (1989) и двукратный призёр (1987, 1993) чемпионатов мира в личном первенстве.
- Победитель (1993) и двукратный призёр (1989, 1991) чемпионатов Европы в индивидуальных соревнованиях.
- Пятикратный чемпион Венгрии в личных состязаниях (1983, 1984, 1986, 1989, 1991).

#### Командные
- Олимпийский чемпион 1988 года в командном первенстве.
- Двукратный чемпион мира в команде (1987, 1989), трёхкратный победитель первенства планеты в эстафете (1990, 1993, 1994).
- Шестикратный чемпион страны в командных соревнованиях (1982, 1986, 1987, 1991, 1992, 1993).

### Фехтование

#### Личные
- Победитель (1989) и серебряный призёр (1991) чемпионата Венгрии в личном первенстве шпажистов.

#### Командные
- Четырёхкратный чемпион страны в командных состязаниях (1986, 1993, 1994, 1995).